# Eleutherobia flammicerebra
Eleutherobia flammicerebra är en korallart som beskrevs av Williams 2003. Eleutherobia flammicerebra ingår i släktet Eleutherobia och familjen läderkoraller. Inga underarter finns listade i Catalogue of Life.